# Aldrowanda pęcherzykowata
Aldrowanda pęcherzykowata (Aldrovanda vesiculosa L.) – gatunek rośliny należący do rodziny rosiczkowatych. Jedyny żyjący przedstawiciel rodzaju aldrowanda. Roślina mięsożerna odżywiająca się zooplanktonem, niekiedy larwami komarów i mikroskopijnym narybkiem.

## Zasięg geograficzny
Występuje w rozproszeniu w Europie, Azji, Afryce i Australii, przy czym w niektórych krajach Europy i Azji wymarła. W Europie spotykana była głównie w części południowej, środkowej i wschodniej. 
W Polsce występuje bardzo rzadko, na rozproszonych stanowiskach. Z dawnych ok. 80 stanowisk udokumentowanych od XIX wieku do połowy XX wieku przetrwało ok. 40, do lat 80 XX wieku – 14, a w 2012 znanych było już tylko 8 stanowisk naturalnych. Ponieważ w latach 90. i na początku XXI wieku roślina była reintrodukowana i wprowadzana na stanowiska zastępcze, w 2014 łączną liczbę jej stanowisk szacowano na ok. 20.
Na początku XXI wieku roślina spotykana była w jeziorze Mikaszówek łącznie z rozlewiskiem kanału przy śluzie Rygol, w jeziorach Krzywe, Kruglak i Orle na Pojezierzu Augustowskim, w jeziorach Długim i Moszne w obrębie Poleskiego Parku Narodowego, w jeziorze Ostrowo koło Pniew w Wielkopolsce. W kolejnych latach zanikła w jeziorach Orle i Ostrowo.
Aldrowanda reintrodukowana była m.in. na stanowiskach: w jeziorze Łukim w Poleskim Parku Narodowym, w jeziorach Płotycze, Perespa, Orchowo i Hańskim w Lasach Sobiborskich, w jeziorze Jeziorko we Gostynińsko-Włocławskim Parku Krajobrazowym. Stworzono także 6 stanowisk zastępczych na jeziorach Chylniki, Krzywule, Studzieniczne, w rozlewisku Kanału Augustowskiego koło Płaskiej w Puszczy Augustowskiej, oraz w rezerwatach Mokradła Sułowskie koło Rzepina i Bagno Mostki na Pojezierzu Brodnickim.

## Morfologia

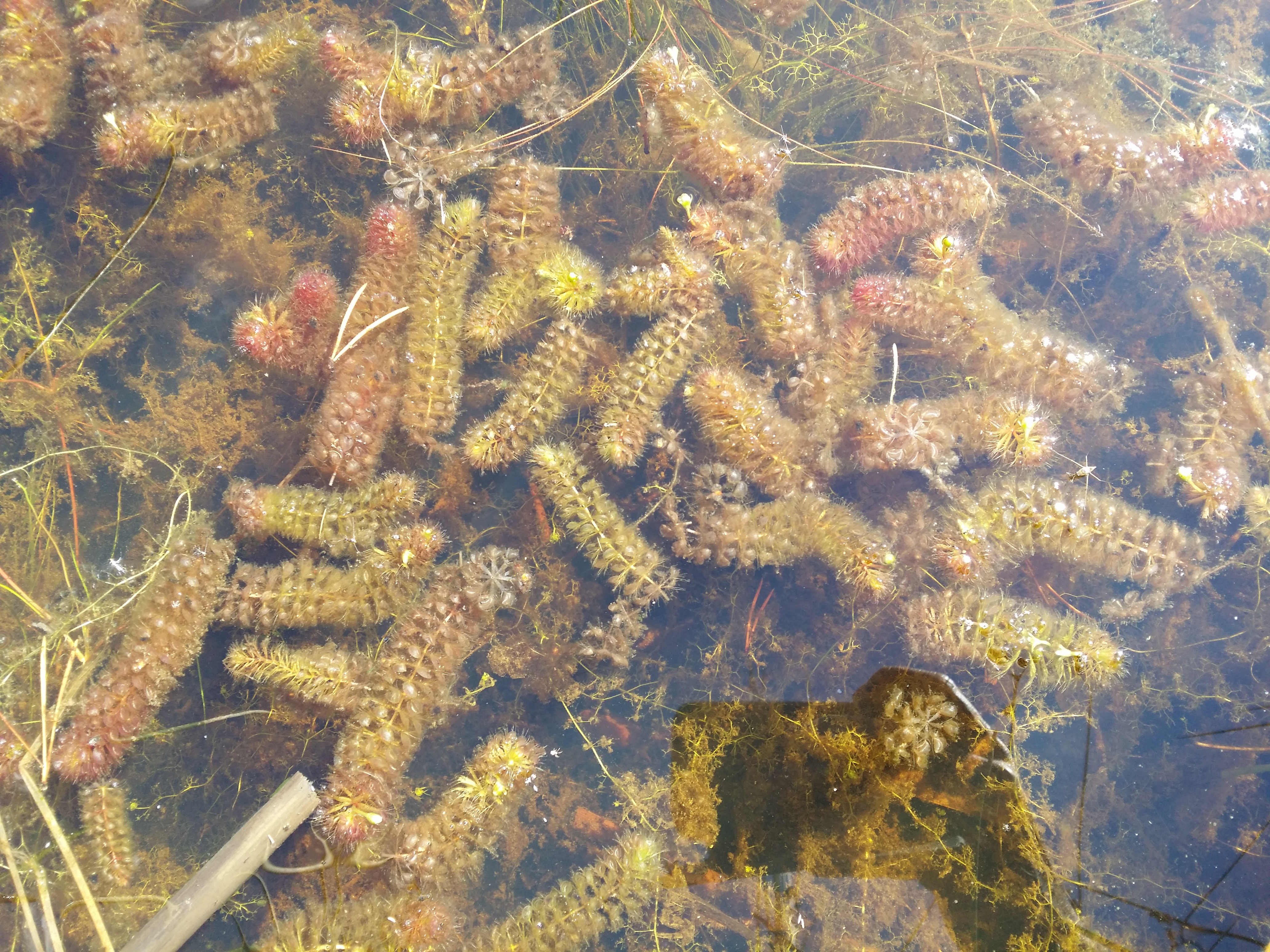
Pokrój

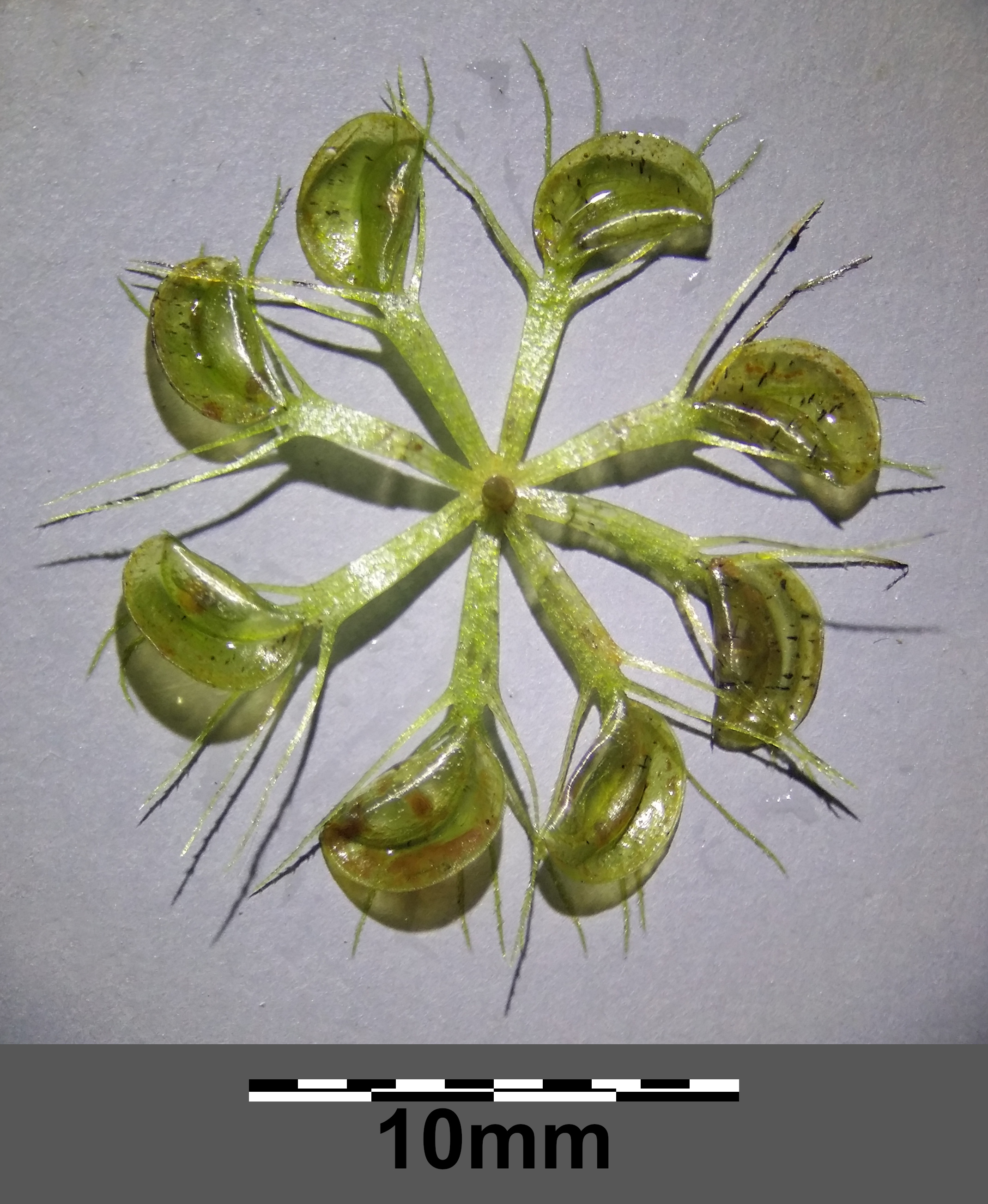
Okółek liści pułapkowych

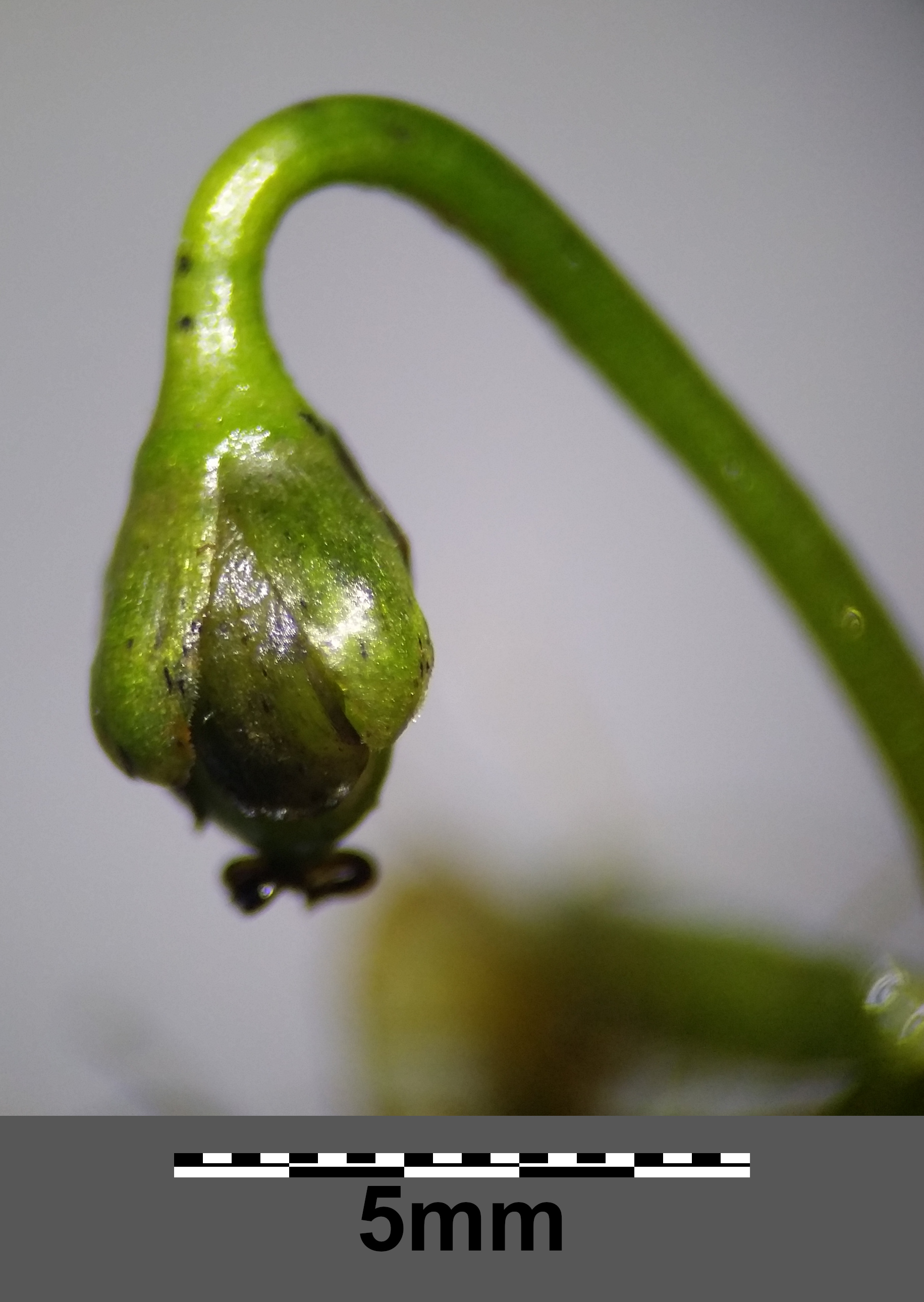
Kwiat

PokrójRoślina pływająca, nieposiadająca korzeni.
ŁodygaPojedyncza lub rozgałęziona, o długości do 30 cm.
LiścieW okółkach po 5–9, o długości 10–15 mm. Mają blaszkę podzieloną na dwie części opatrzone szczecinkami wrażliwymi na dotyk. Są to tzw. liście pułapkowe.
KwiatyDrobne, białe, na długich szypułkach. Są zróżnicowane na kielich i koronę, działki kielicha równe długością płatkom korony.

## Biologia i ekologia
Bylina, hydrofit rozmnażająca się głównie wegetatywnie. Kwitnie od lipca do sierpnia. Kwiaty są klejstogamiczne i powstają bardzo rzadko. Występuje w czystych, łatwo nagrzewających się, osłoniętych od wiatru, eutroficznych wodach stojących. Zazwyczaj występuje w zbiornikach o mulistym lub torfowym dnie przy wypłyconych brzegach, głównie w starorzeczach i stawach, rzadziej w płytkich zatokach jezior. Rośnie zwykle w wąskim pasie nymfeidów i szuwarów turzycowych, sporadycznie w szuwarach oczeretowych. Spotykana także w przybrzeżnych zatoczkach otoczonych płem mszysto-turzycowym lub mszystym, rzadziej w zagłębieniach pła. Rzadko tworzy jednogatunkowe skupiska, częściej występuje w wielogatunkowych zbiorowiskach roślin wodnych, np. z moczarką kanadyjską, czasami w szuwarach.
Jej liście pułapkowe zwijają się po podrażnieniu, zamykając zwierzę. Na ich powierzchni znajdują się gruczoły wydzielające soki trawienne, które rozpuszczają ciało schwytanego drobnego zwierzęcia wodnego (głównie są to oczliki i rozwielitki). Te same gruczoły wchłaniają substancje pokarmowe powstałe po strawieniu zwierząt. Po jakimś czasie liście, które złapały zwierzę, otwierają się, ale nie są już zdolne do ponownego chwytania i trawienia zdobyczy. Gdy woda jest zimna, roślina traci zdolność łowienia.

## Zagrożenie i ochrona
Roślina objęta jest w Polsce ścisłą ochroną gatunkową. Objęta jest także konwencją berneńską oraz dyrektywą siedliskową.
Kategorie zagrożenia:
- kategoria zagrożenia w Polsce według Czerwonej listy roślin i grzybów Polski (2006)[8]: E (wymierający, krytycznie zagrożony); 2016: CR[9]
- kategoria zagrożenia w Polsce według Polskiej Czerwonej Księgi Roślin: CR (krytycznie zagrożony)[5]

Źródłem zagrożenia dla gatunku jest działalność człowieka: zanieczyszczenia wód spowodowane nawożeniem pól oraz turystycznym użytkowaniem jezior, a także naturalna sukcesja ekologiczna.